# 28 bolcheviks
 (décembre 2017).
Si vous disposez d'ouvrages ou d'articles de référence ou si vous connaissez des sites web de qualité traitant du thème abordé ici, merci de compléter l'article en donnant les références utiles à sa vérifiabilité et en les liant à la section « Notes et références ».
Les vingt-huit bolcheviks  étaient un groupe d’étudiants chinois qui étudièrent à l’université Sun Yat-sen de Moscou entre la fin des années 1920 et le début 1930. L’université avait été fondée en 1925 comme sous-produit de la politique d’alliance entre l’Union soviétique et le fondateur du Guomindang, Sun Yat-sen ou Sun Zhongshan. Bien que cette université n’ait duré que cinq ans, elle a eu une influence importante sur l’histoire moderne chinoise, car ce fut là que furent formés beaucoup de personnalités politiques, et parmi eux les plus célèbres ont formé le groupe des vingt-huit bolcheviks/vingt-huit bolcheviks et demi. Ce groupe d’étudiants était des orthodoxes marxistes-léninistes.

## Qui étaient-ils?
Il existe plusieurs listes des 28. Celle qui suit inclut 29 membres actifs, la personne supplémentaire pouvant être attribuée à Xu Yinin à cause de son attitude pendulaire entre la droite et la gauche. On parle donc parfois des « vingt-huit bolcheviks et demi ».
1. Wang Ming ou Chen Shaoyu (王明 ou 陈绍禹) et sa future femme Meng Qingshu (孟庆树) ;
2. Qin Bangxian ou Bo Gu (秦邦宪 ou 博古) ;Secrétaire général du Parti communiste chinois de 1935 au 20 mars 1943 ;
3. Zhang Wentian ou Luo Fu (张闻天) ;
4. Wang Jiaxiang (王稼祥) ;
5. Yang Shangkun (杨尚昆) ;
6. Chen Changhao (陈昌浩) ;
7. Du Zuoxiang (杜作祥) ;
8. Shen Zhemin (沈泽民) ;
9. Zhang Qinqiu (张琴秋) ;
10. He Kequan ou Kai Feng (何克全 ou 凯丰) ;
11. Xia Xi (夏曦) ;
12. He Zishu (何子述) ;
13. Sheng Zhongliang (盛忠亮) ;
14. Wang Baoli (王宝礼) ;
15. Wang Shengrong (王盛荣) ;
16. Wang Yuncheng (王云程) ;
17. Zhu Ageng (朱阿根) ;
18. Zhu Zisun (femme) (朱自舜) ;
19. Sun Jiming (孙济民) ;
20. Song Panmin (宋盘民) ;
21. Chen Yuandao (陈原道) ;
22. Li Zhusheng (李竹声) ;
23. Li Yuanjie (李元杰) ;
24. Wang Shengdi (汪盛荻) ;
25. Xiao Tefu (肖特甫) ;
26. Ying Jian (殷鉴) ;
27. Yan Jiayong (袁家镛) ;
28. Xu Yixin (徐以新).

## Grandeur et décadence
Avec le soutien de leur mentor Pavel Mif, qui était président de l’université Sun Yat-sen, puis émissaire du Komintern en Chine, leur retour en Chine entraîna une lutte entre Li Lisan et ses alliés qui contrôlaient le Parti communiste chinois. Lors de la quatrième réunion plénière du congrès national du PCC, en présence et avec le soutien de Mif, qui agissait en tant que représentant du Kominterm auprès du PCC, Wang Ming et son groupe remporta une grande victoire. Wang fut élu membre du Bureau politique du PCC, et Bo Gu, Zhang Wentian prirent des positions importantes. De manière à retirer les derniers obstacles sur leur route, ils lancèrent une lutte entre le comité central et le jeune Soviet du Jiangxi de Mao Zedong et gagnèrent quelques rounds. Bien que Wang Ming soit retourné à Moscou après un bref séjour à Shanghai, Bo Gu et Zhang Wentian prirent ensemble le poste de Secrétaire général du Parti communiste chinois, se relayant tour à tour, et conduisirent la révolution chinoise d’une manière radicale, ce qui fut un échec, conduisant à l’exode connu sous le nom de la Longue Marche.
À la conférence de Zunyi en 1935, les « 28 bolcheviks » furent évincés par Mao Zedong et ses alliés en raison de leur incompétence dans le commandement militaire. À cette conférence Bo Gu continua à soutenir le conseiller militaire du Kominterm, Otto Braun ou Li De, tandis que Zhang, Wang Jiaxiang, commissaire de l’Armée rouge et Yang Shangkun, commissaire de la troisième armée de l’Armée rouge, passaient dans le camp de Mao, ce qui implicitement annonçait la fin du groupe des « 28 bolcheviks ».
Parmi les Secrétaires généraux du PCC, Wang Ming, Zhang Wentian et Bo Gu, Wang s’exila à Moscou ; Zhang fut rétrogradé à un poste de recherche à Yan’an et plus tard nommé comme ministre adjoint des affaires étrangères après 1949, et ensuite démis sous l’étiquette du groupe antirévolutionnaire avec Peng Dehuai au cours de la réunion de Lushan et persécuté jusqu’à la mort durant la Révolution culturelle. Bo Gu trouva la mort dans un accident d’avion en 1946 en retournant à Yan’an.

## Discussion
L’interprétation occidentale est que le groupe des « 28 bolcheviks » a négligé la contribution des paysans au succès de Mao dans la guerre civile. Comme protégés de Pavel Mif, le président de l’université Sun Yat-sen de Moscou et représentant du Kominterm auprès du PCC, ils se crurent destiné à prendre la charge de la révolution chinoise.
Bien que le groupe de ce nom existe, certains pensent que ce n’était qu’un groupe cohérent à Moscou pour opposer les influences du Guomindang et du trotskisme parmi les étudiants chinois. Ils retournèrent en Chine à différentes époques et ne formèrent pas une faction cohérente. L’ensemble du groupe fut réuni sous les politiques générales de Wang Ming, leur principal élément. En plus, son rôle fut exagéré pour éviter de condamner Zhou Enlai pour des politiques qui furent suivies avant qu’il n'accepte Mao comme dirigeant. C’est une controverse qui ne peut être acceptée sans question.

## La suite
Wang Jiaxiang fut ultérieurement rétrogradé au niveau de ministre du département de la communication externe du PCC puis ambassadeur de Chine en Union Soviétique et persécuté à mort durant la Révolution culturelle.
Chen Changhao travailla avec Zhang Guotao quand celui-ci rentra de Moscou et devint le commissaire de Zhang, puis perdit son pouvoir au travers de la lutte entre Zhang et Mao, et finit comme chercheur de l’histoire du PCC mais n’échappa pas non plus à la persécution.
He Kequan qui fut le secrétaire général de la ligue de la jeunesse communiste de Chine et plus tard vice-ministre du département de la propagande du PCC, mourut dans sa quarantaine en 1954.
Xia Xi fut envoyé au Hunan où il fit une purge horrible qui fit 40 000 victimes dans l’armée rouge. Il fut considéré comme un ennemi public et durant la Longue Marche quand il tomba dans une rivière, personne ne vint à son secours et il se noya.
Yang Shangkun survécut à plusieurs nettoyages y compris la Révolution culturelle et devint plus tard un des dirigeants principaux de la RPC dans les années 1980.
Shen Zemin, qui était le frère cadet de l’écrivain Shen Yanbin ou Mao Dun, travailla pour Zhang Guotao et sa quatrième armée rouge. Lorsque Zhang et son armée évacuèrent après leur défaite, Sheng continua une guérilla et fut tué au cours d’une bataille. Sa femme, Zhang Qinqiu, épousa plus tard Chen Changhao et devint la seule femme commandant une division de l’armée rouge. Après 1949 elle fut nommée ministre adjoint de l’industrie textile. Elle ne survécut pas aux persécutions de la Révolution culturelle.
Ying Jian fut arrêté par le Guomindang alors qu’il mobilisait les ouvriers de la Chine du nord et fut exécuté.
Li Zhusheng fut promu membre du Politburo après le retour de Wang Ming à Moscou en 1931, chargé du travail courant du PCC à Shanghai, mais fut arrêté peu de temps après. Il quitta le PCC pour le GMD et trahit de nombreux anciens amis.
Chen Yuandao fut nommé chef de la division du PCC du Jiangsu et du Henan et plus tard fut arrêté par le GMD et exécuté à Nanjing.
Xu Yixin travailla pour la quatrième armée de Zhang Guotao et devint son vice-commissaire général. Il survécut à toutes les purges. Après l’établissement de la RPC, Xu fut ambassadeur, puis vice-ministre des affaires étrangères. Il mourut dans les années 1990.
Yuan Jiayong fut nommé secrétaire général de la division du PCC du Jiangsu, fut plus tard arrêté et se rallia au GMD et travailla pour la police secrète.
He Zishu travailla pour le bureau du nord de la Chine du PCC et fut exécuté par le GMD en 1929.
Wang Shengrong fut un ancien du PCC, a survécu aux guerres et aux purges et est encore en vie.
Wang Yuncheng remplaça Wang Ming comme secrétaire général de la division du Jiangsu du PCC, puis fut enlevé par la police secrète du GMD et travailla avec cette police secrète et Li Zhusheng.
Sheng Zhonglian était un ancien dirigeant de la division du PCC de Shanghai, et était à la solde de Li Zhusheng. Après son arrestation, Sheng travailla pour la police secrète du GMD. Sheng écrivit un mémoire sur l’université Sun Yat-sen et les 28 bolcheviks alors qu’il vivait aux États-Unis.
Song Panmin travailla pour Zhang Guotao. Lorsqu’il exprima son désaccord sur les purges du parti faites par Xia Xi, Song fut exécuté.
Sun Jiming, un vétéran de la jeunesse communiste fut arrêté et quitta le parti pour le GMD avec Wang Yuncheng.
Wang Shengdi et Zhu Ageng quittèrent le PCC bien qu’ils aient tenu des positions importantes pendant un moment.
Wang Baoli, Zhu Zisun, Li Yuanjue, Du Zuoxian revinrent à des vies purement privées.